# 1997 GC11
1997 GC11 är en asteroid i huvudbältet som upptäcktes den 3 april 1997 av LINEAR i Socorro County, New Mexico.
Asteroiden har en diameter på ungefär 3 kilometer.